# 建築學概論
《建築學概論》（：／ Geon Chuk Hak Gae Ron）是於2012年3月22日上映的韓國電影，上映53天觀影人數就突破400萬人次，改寫了韓國愛情電影的觀影人數，也一併帶動了一股初戀風潮。劇中出現金東律主唱的《記憶的練習曲》，勾起了許多30、40世代的回憶，使該首18年前的歌曲人氣再度上升。

## 劇情介绍
35歲的勝民（嚴泰雄飾），是一家建築公司的設計師。一天，他意外接到一份房屋設計工程，委託人竟是自己學生時代的暗戀對象瑞英（韓佳人飾）。
兩人相識於大學時的 "建築學101" 的課堂上，當年20歲的勝民（李帝勳飾）對這位來旁聽的音樂系女生瑞英（裴秀智飾）一見鍾情，兩人亦在相處中感情與日俱增，奈何當時年輕害羞的勝民對愛情懵懂畏懼，始終無法合適地表達出自己的愛意，致使這段初戀無疾而終...
多年後，勝民和瑞英因緣際會重逢。這天，瑞英要求勝民替她重建在濟洲島的祖屋，但在勝民踏進這間熟悉的小屋的那一刹起，他的回憶便重新回到大學時代第一次見到瑞英時的情景。
時光飛逝，15年後甜蜜但傷感的初戀回憶再次湧於兩人心頭。年少時心動的痕跡亦再次散發光彩。只是現今兩人已不復往年無所牽掛的學生，他們未完成的戀曲，終將如何下去？

## 演員陣容

### 主要演員
| 演員   | 角色   | 介紹           | TVB粵語配音 |
| 嚴泰雄 | 李勝民 | 建築系畢業     | 陳廷軒      |
| 韓佳人 | 楊瑞英 | 音樂系畢業     | 柚子蜜      |
| 李帝勳 | 李勝民 | 李勝民大學時代 | 李致林      |
| 裴秀智 | 楊瑞英 | 楊瑞英大學時代 | 陳皓宜      |

### 其他演員
| 演員   | 角色   | 介紹       | TVB粵語配音 |
| 曹政奭 | 納德   | 勝民的朋友 | 關令翹      |
| 柳演錫 | 在旭   | 勝民的前輩 | 曹啟謙      |
| 金東珠 | 楊尚允 | 勝民的母親 | 林丹鳳      |
| 李勝浩 |        | 瑞英的父親 | 譚炳文      |
| 金義聖 | 姜教授 |            | 李錦綸      |
| 朴修榮 | 具所長 |            | 陳卓智      |
| 趙賢哲 | 東久   |            | 張方正      |

### 特別出演
| 演員   | 角色 | 介紹               | TVB粵語配音 |
| 高準熹 | 恩彩 | 勝民的同事及未婚妻 | 黃昕瑜      |

## 獲獎
| 獲獎時間 | 獲獎時間 | 獎項                        | 獎項                    | 獲獎者                   | 備註        |
| -------- | -------- | --------------------------- | ----------------------- | ------------------------ | ----------- |
| 2012年   | 4月      | 第48屆百想藝術大獎          | 電影部門 女子新人演技賞 | 裴秀智                   | [ 4 ]       |
| 2012年   | 6月      | 第6屆Mnet 20代之選          | Hot電影之星賞（女）     | 裴秀智                   | [ 5 ]       |
| 2012年   | 6月      | 第6屆Mnet 20代之選          | Hot電影之星賞（男）     | 李帝勳                   | [ 5 ]       |
| 2012年   | 7月      | 第16屆富川國際奇幻影展      | 年度最佳男演員          | 李帝勳                   |             |
| 2012年   | 10月     | 第21屆釜日電影獎            | 最佳編劇                | 李勇周                   | [ 6 ]       |
| 2012年   | 10月     | 第32屆韓國影評人協會獎      | 最佳音樂賞              | 李智秀（音譯）（이지수） | [ 7 ]       |
| 2012年   | 10月     | 第5屆時尚偶像獎             | 初戀部門 風尚達人賞     | 裴秀智                   |             |
| 2012年   | 11月     | 第33屆青龍電影獎            | 人氣明星賞              | 裴秀智                   | [ 8 ] [ 9 ] |
| 2012年   | 11月     | 第33屆青龍電影獎            | 最佳男新人              | 曹政奭                   | [ 8 ] [ 9 ] |
| 2012年   | 12月     | 第20屆大韓民國文化演藝大賞  | 電影部門 最佳男新人     | 曹政奭                   | [ 10 ]      |
| 2013年   | 1月      | 第4屆電影記者協會年度電影獎 | 最佳男新人              | 曹政奭                   | [ 11 ]      |

## 外部連結
- 互联网电影数据库（IMDb）上《建築學概論》的资料（英文）
- 韩国电影数据库（KMDb）上《建築學概論》的資料 （英文）
- 《建築學概論》在HanCinema的页面（英文） （英文）
- 爛番茄上《建築學概論》的資料（英文）
- 建築學概論的Facebook專頁 
- 建築學概論的X（前Twitter） 